# ووقن متروپلیتن سنتر
ووقن متروپلیتن سنتر (به انگلیسی: Vaughan Metropolitan Centre) یک منطقهٔ مسکونی, ناحیه تجاری مرکزی در کانادا است که در Regional Municipality of York واقع شده‌است.